# Susana Romana
Susana Romana (17 de novembro de 1981) é uma guionista, autora humorista, locutora de rádio, apresentadora e formadora portuguesa.
Estudou elaboração de guiões ou argumentos na New York Film Academy (2006) e tem o bacharelato em Jornalismo na Escola Superior de Comunicação Social (1999-2003).
Foi autora associada da empresa de humor e guionismo Produções Fictícias e foi uma das fundadoras do Canal Q, onde chegou a ser Directora de Conteúdos.

## Principais trabalhos

### Televisão
- Argumentista da série “Salto de Fé” (a estrear, RTP1)
- Argumentista da série  “Casa da Aurora” (2023, SIC)
- Autoria de textos para o Programa Cautelar (2021-2023, RTP 1)
- Guionista do programa de entretenimento “Dança Comigo” (2023, RTP 1)
- Autoria do conceito e autoria de textos do programa de humor infanto-juvenil Desinfluencers (2022, Biggs)
- Autoria do conceito e autoria dos guiões da sitcom Encarregados de Educação (2022, RTP2)
- Conteúdos para os concursos Joker (RTP, 2018), Mental Samurai (TVI, 2019) e Vai De Carrinho (TVI, 2022)
- Autoria de textos do talk show 5 Para A Meia Noite (2019-2021, RTP 1)
- Autoria do conceito e autoria de textos do programa de skeches de humor infanto-juvenil Gargalhadas À Grande (2020, Biggs)
- Autoria e apresentação do talk-show/magazine “Quem Desdenha” (2019-2022, Canal Q);
- Autoria do guião da entrega de prémios Play (2019, 2020, 2021, 2022, 2023, RTP 1)
- Autoria de textos do programa de sketches de humor Donos Disto Tudo (2015-2018, RTP 1)
- Directora criativa do Canal Q (2016-2018)
- Autoria de textos do programa Inferno (2011-2018) e direcção do programa (2015-2018, Canal Q)
- Autoria de textos do programa Paradoxo da Tangência (2015-2016, Canal Q)
- Autoria de textos do programa de sketches de humor Camada de Nervos (2013-2014, Canal Q)
- Autoria de textos da série Fábrica dos Pentes (2013, Canal Q)
- Autoria de textos do programa de sketches de humor Breviário Biltre (2013, RTP)
- Autoria de textos da série Isto é o Q? (2010-2012, Canal Q)
- Autoria de textos da série Liberdade XXI (2008, RTP)
- Autoria do telefilme A Decisão (2011, TVI)
- Direcção do programa Inimigo Público TV (2010-2011, Canal Q)
- Autoria de textos e direcção do programa Leite Night Show (2010-2011, SIC Kids)
- Autoria de textos e direcção do programa O Que Se Passou Foi Isto (2010, RTP)
- Autoria de textos do programa Kulto TV (2007, RTP2)
- Autoria de textos da série Inspector Max (2004-2006, TVI)
- Autoria de textos do programa de sketches de humor Manobras de Diversão (2004-2005, SIC)

### Rádio
- Autoria de textos e apresentadora da rubrica Macaquinhos no Sótão, como parte integrante do painel das Manhãs da M80 (2016-2023, rádio m80)
- Co-autoria dos textos dos programas Portugalex (Antena 1) e Condutoras de Domingo (2008, Antena 3)
- Copy da Cidade FM e Rádio Comercial (2004-2010)

### Imprensa
- Cronista da Notícias Magazine, revista de Domingo do Jornal de Notícias, com “Partida, Largada, Fugida” (2020-2023)
- Autoria de textos na secção de cultura do site Observador (2016-2023)
- Autoria de textos no jornal satírico O Inimigo Público (jornal Público; 2005-2020)
- Co-autoria de Marcação Cerrada, crónica semanal de humor no jornal A Bola (2007-2009)

### Livros
- Autoria do livro “Macaquinhos No Sótão”, editado pela Leya
- Autoria do livro “Escrever para Comédia – Um Guia Para Salvar Ou Arruinar Vidas”, editado pela Cego Surdo e Mudo
- Co-autoria do livro “Viver com um Adepto - Manual de Sobrevivência”, editado pela Prime Books

### Teatro
- Co-autora da peça Falta Uma Peça (São Luiz Teatro Municipal)
- Co-autoria da peça À Procura do FIM (Teatro Tivoli)
- Autoria da peças Crtl + Del + Alt e Bolas de Neve integrada no projecto Urgências (Teatro Maria Matos)

### Cinema
- Co-argumentista da curta metragem O Assassino de Lisboa, participante do 48 Hour Film Marathon Lisboa, em 2012

### Podcasts
- Apresentadora e guionista do podcast de ciência Parece Impossível, uma parceria Instituto Gulbenkian de Ciência, ITQB Nova e Município de Oeiras